# 不倫瑞克 (密蘇里州)
不倫瑞克（英語：Brunswick）是位於美國密蘇里州沙里頓縣的城市。

## 人口
根據2020年美國人口普查的數據，不倫瑞克的面積為3.24平方千米，當中陸地面積為3.11平方千米，而水域面積為0.13平方千米。當地共有人口801人，而人口密度為每平方千米247人。